# 国立病院機構熊本再春医療センター
独立行政法人国立病院機構 熊本再春医療センター（どくりつぎょうせいほうじんこくりつびょういんきこう くまもとさいしゅんいりょうせんたー）は、熊本県合志市須屋に所在する独立行政法人国立病院機構運営の病院である。
旧称は国立療養所再春荘病院、独立行政法人国立病院機構 熊本再春荘病院で江戸時代にあった再春館に由来している。政策医療分野における神経・筋疾患、成育医療、重症心身障害、骨・運動器疾患の専門医療施設である。

## 沿革
- 1942年（昭和17年）11月 - 傷疾軍人療養所再春荘、国立結核療養所再春荘[2]として創設
- 1945年（昭和20年）12月 - 厚生省に移管し、国立療養所再春荘として発足。
- 1984年（昭和59年）4月 - 国立療養所再春荘病院と改称
- 2004年（平成16年）4月1日 - 国立病院の独立行政法人化に伴い、独立行政法人国立病院機構 熊本再春荘病院となる。
- 2019年 (平成31年) 4月1日 - 独立行政法人国立病院機構 熊本再春医療センターに改名。

## 診療科
- 呼吸器科
- 神経内科
- 消化器科
- 循環器科
- 代謝内科
- リウマチ科
- 小児科
- 外科
- 整形外科
- リハビリテーション科
- 放射線科
- 麻酔科

## 交通アクセス
- 国道387号沿い、熊本市中心部から車で約25分。
- 九州自動車道 : 北熊本SICから車で約15分、熊本ICから車で約30分、植木ICから車で約30分。
- 鉄道

熊本電鉄菊池線再春医療センター前駅下車
- バス（電鉄バス（レターバスは合志市から委託）が運行）

再春医療センター停留所 - レターバス（中央ルート）
御代志停留所 - 御代志駅構内にある停留所、運行系統は御代志駅#利用可能なバス路線を参照。
（国道上に再春医療センター前停留所があるが位置的に御代志バス停留所（御代志駅）とほぼ一緒にあり、且つ再開発事業にて当院へ行く場合に遠回りになっている。）